# Routenkarte von Dura Europos

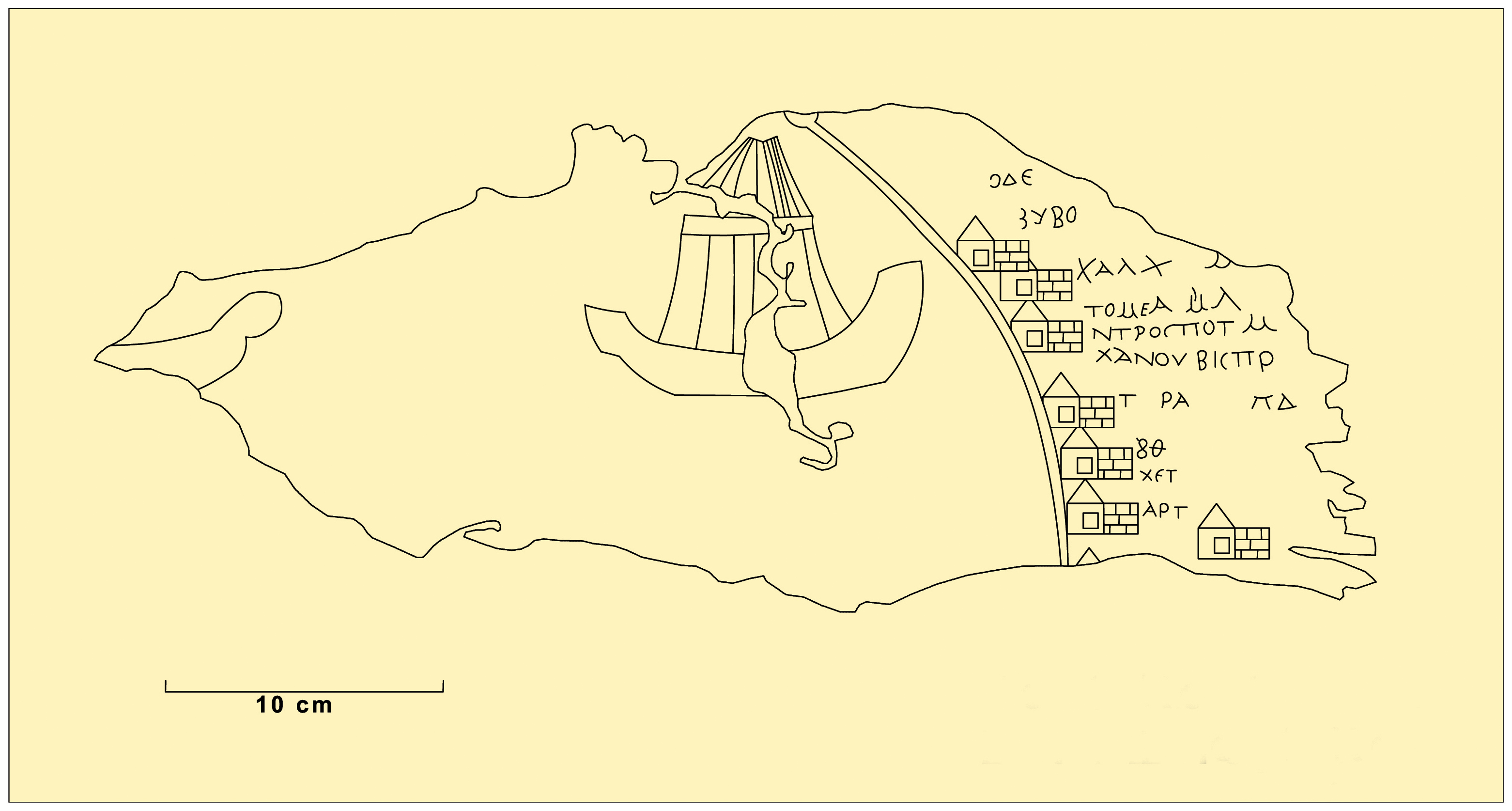
Umzeichnung der Routenkarte von Dura Europos

Die Routenkarte von Dura Europos, auch Etappenkarte von Dura Europos, ist das Fragment einer spätantiken Spezialkarte, die 1923 in Dura Europos gefunden wurde. Die Karte wurde zwischen 230 und 235 von einem römischen Soldaten der Cohors XX Palmyrenorum auf die Lederbespannung eines Schildes gezeichnet. Sie gilt als die älteste im Original erhaltene Straßenkarte Europas.

## Fundgeschichte
Der belgische Archäologe Franz Cumont entdeckte das Kartenfragment 1923 bei Ausgrabungen in Dura Europos im verschütteten „Turm der Bogenschützen“. Dabei handelt es sich um ein farbig bemaltes Leder- oder Pergamentfragment, das zwischen den Resten hölzerner Ovalschilde gefunden wurde und von Cumont als Laminat eines römischen Schildes identifiziert wurde. An der Rückseite hafteten noch Holzreste des Schildes an. Angefertigt wurde die Karte vermutlich von einem römischen Infanteristen bzw. Bogenschützen der Cohors XX Palmyrenorum. Dieser Soldat zeichnete in den Jahren zwischen 230 und 235 wahrscheinlich die Etappenziele seiner Einheit beim Marsch über die Krimhalbinsel auf der Lederbespannung seines Schildes auf. Indizien wie geographische Unstimmigkeiten können auch dahingehend gedeutet werden, dass der Eigentümer des Schildes die Bemalung in Auftrag gegeben hatte.

## Beschreibung
Das erhaltene Kartenfragment ist 45 × 18 cm groß. Cumont rekonstruierte die ursprüngliche Karte auf eine Gesamtbreite von 65 cm. Das Bildfeld wird durch eine halbkreisförmige weiße Linie in zwei Hälften untergliedert. Diese roh gezeichnete Linie stellt den Verlauf der West- und der Nordküste des Schwarzen Meeres dar. Links der Küste ist das offene Meer in blauer Farbe dargestellt, auf dem erhaltenen Ausschnitt sind noch drei Schiffe zu erkennen. Rechts der Küstenlinie ist Festland in rötlicher Farbe gezeigt. Hier sind zwölf Orte der Schwarzmeerregion verzeichnet, wobei die lateinischen Bezeichnungen der Orte, transkribiert in griechische Schrift, verwendet wurden. Rechts neben der Ortsbezeichnung wurden, ähnlich dem Itinerarium Antonini, Entfernungsangaben in römischen Meilen vermerkt. Die Orte selbst sind symbolhaft dargestellt. Der Zeichner verwendete für jeden Ort dasselbe Symbol, ein Bauwerk mit Giebeldach. Zwei blaue Striche unter den Ortsbezeichnungen Ἰστρος, ποτ(αμός) und Δάνουβις ποτ(αμός) deuten Flüsse an, die auf der Marschroute überquert wurden.

## Etappenrekonstruktion
Die Etappenliste des erhaltenen Kartentextes lautet nach Cumont wie folgt:
- Παν[υσος ποτ(αμός)? μί(λια) . .]
- Οδεσ[σός μί(λια) . .] (Odessus, heute Warna, Bulgarien)
- Βυβόνα [μί(λια) . .] (heute Kawarna, Bulgarien)
- Καλ[λ]ατις μί(λια) . . (Kallatis, heute Mangalia, Rumänien)
- Τομέα μί(λια) λγ´ (Tomoi, heute Constanța, Rumänien)
- Ἰστρος ποτ(αμός) μί(λια) μ´ (Istros, heute Histria, Rumänien)
- Δάνουβις ποτ(αμός) [μί(λια) . .]
- Τύρα μί(λια) πδ´ (Tyras, heute Bilhorod-Dnistrowskyj, Ukraine)
- Βορ[υ]σ[θέν]ης [μί(λια) . .]
- Χερ[σ]όν[ησος  . . . . ] (Chersonesos, heute Chersones, Ukraine)
- Τραπ[εζοῦς . . . . .][5]
- Aρτα[ξάτα μί(λια) . .] (heute Feodossija, Ukraine)

Der erste Teil der Routenetappen entspricht der Wegeführung zwischen Byzanz und der Donaumündung, wie sie auch aus dem Itinerarium Antonini und der Tabula Peutingeriana bekannt ist. Auch sind einige der Stationen in der Cosmographia von Ravenna verzeichnet. Nach der Routenkarte des Soldaten von Dura Europos wird die Donau hinter dem heutigen Histria überquert, um dann in ein Gebiet vorzustoßen, in dem das Itinerarium Antonini und die Tabula Peutingeriana keine römischen Straßen verzeichnen.

## Kartographische Merkmale
Das Fragment lässt darauf schließen, dass die Karte nach Westen ausgerichtet war. Anhaltspunkte hierfür sind die Schriftführung und die Anordnung der Dekorationselemente. Auch liegt der westlichste angegebene Punkt, der Fluss Panysus, am oberen Rand der Karte, während sich der östlichste Punkt, der Ort Ardabda, am unteren Kartenrand befindet. Eine Westung wäre für eine römische Karte bisher beispiellos, da die römische Kartographie stets in Richtung Sonnenaufgang orientiert war. Römische Kartenwerke waren demnach geostet.

## Datierung
Die Datierung des Kartenfragmentes lässt sich aus allgemeinen Überlegungen auf die erste Hälfte des 3. Jahrhunderts eingrenzen. Die Cohors XX Palmyrenorum ist ab 230 für Dura Europos durch eine Weihinschrift an den römischen Kaiser Alexander Severus belegt, womit ein unteres Datum vorgegeben ist. Nach der römischen Niederlage in der Schlacht von Edessa im Jahr 260 waren die Römer aus den Schwarzmeerregionen weitgehend verdrängt. Die in der Routenkarte erwähnte Stadt Histria fiel jedoch bereits 238 an die Goten, nachdem es beim Tod des Alexander Severus im März 235 in dieser Region bereits zu schweren Unruhen gekommen war. Eine Truppenverlegung durch dieses Gebiet nach 235, spätestens nach 238, erscheint unwahrscheinlich. Hieraus ergibt sich ein Zeitfenster von fünf Jahren zwischen 230 und 235 für die Erstehung der Routenkarte von Dura Europos.

## Wahrnehmung, Bedeutung und Fundverbleib
Nach ihrer Entdeckung durch Cumont geriet die Karte bald wieder in Vergessenheit. James erwähnte sie 2004 zwar, bezweifelte aber die Zugehörigkeit des Fragmentes zu einem römischen Schild. Erst Nabbefeld nahm die Etappenkarte 2008 wieder auf.
Neben ihrer Bedeutung für das antike Kartenwesen ist die Karte auch militärgeschichtlich von Interesse, da sie den Beweis erbringt, dass römische Truppen bis zur großen Goteninvasion (nach 260) in Südrussland präsent waren. Auch muss die Stadt Ardabda (heute Feodossija) zu dieser Zeit noch römisch besetzt gewesen sein.
Die Karte ist die einzige im Original erhaltene Straßenkarte der Antike. Sie befindet sich heute in der Handschriftensammlung der Französischen Nationalbibliothek.